# Claveria
Claveria é um município de  terceira classe de renda municipal (d) na província Cagayan, nas Filipinas. De acordo com o censo de 1 de maio  de  2020 possui uma população de 31 900 pessoas e 8 224 domicílios.